# Empire of the Sun (band)
Empire of the Sun is een Australisch duo bestaande uit Luke Steele en Nick Littlemore. Frontman Steele staat bekend om zijn extravagante hoofdtooi en schmink tijdens de optredens.

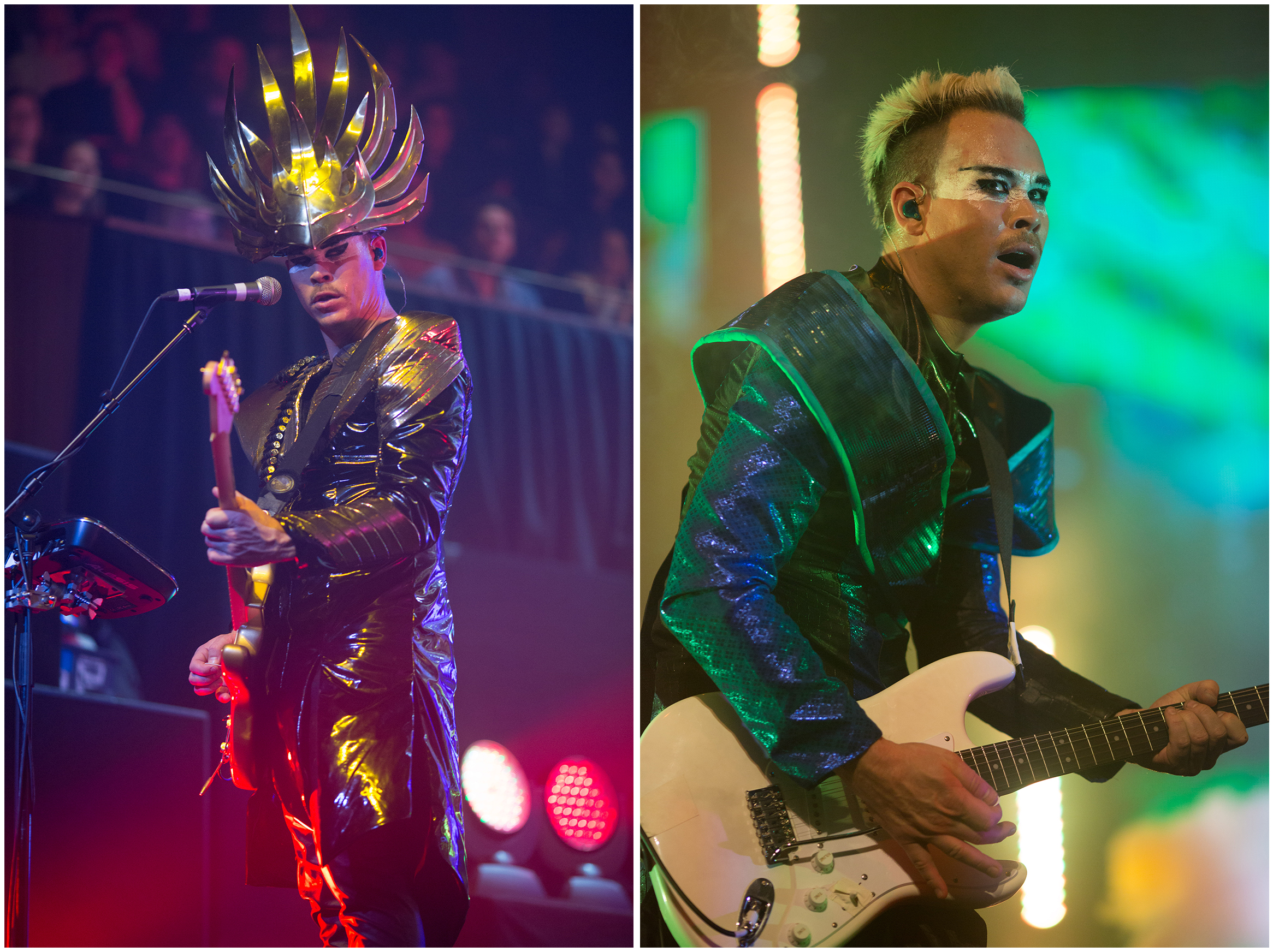
Steele tijdens een live optreden (2014)

## Geschiedenis
In 2007 besloten Steele, lid van de alternatieve-rockband The Sleepy Jackson, en Littlemore, lid van de dance-act Pnau, samen te werken. Op 20 februari 2009 kwam hun debuutalbum Walking on a dream uit in Nederland en Vlaanderen. Als voorloper van het album werd de single "Walking on a Dream" in januari 2009 uitgebracht, en deze werd 3FM Megahit op radiozender 3FM. De single kwam tot nummer 30 in de Nederlandse Top 40 en bereikte in de Vlaamse Ultratop 50 de achtste plaats. Zowel de single als het album werden in hun thuisland Australië met platina bekroond. In juni 2009 kwam de tweede single van het album uit, genaamd "We Are The People". Het nummer kwam in de Ultratop 50 tot de twintigste plaats.
Op 14 juni 2013 werd hun tweede studioalbum uitgebracht, genaamd Ice on the Dune. De muziekvideo van het nummer "Alive" is geregisseerd door Charles Scott en Alex Theurer, en deze is opgenomen in het Bryce Canyon National Park in de Verenigde Staten.
Als aankondiging op het nieuwe album Two Vines werd er op 13 oktober 2016 gestart met een Europese tour door vijf landen. Het album Two Vines kwam uit op 28 oktober 2016, en is mede geproduceerd door Peter Mayes (Sia, The Killers, Mika), Henrey Hey, en bassist van David Bowie’s Blackstar band: Tim Lefebvre. Het album is uitgekomen op vinyl en cd.

### Naam
Tijdens een tv-interview voor de Duitse zender ARTE gaf de band aan dat de naam niet van Ballards roman of Spielbergs gelijknamige film werd geïnspireerd. De bandnaam is volgens eigen zeggen gericht op de zon als een samenbindend element voor het hele universum.

### FIFA
Het nummer "Alive" maakt deel uit van de soundtrack van het voetbalspel FIFA 14, van de computerspelontwikkelaar EA Sports. Men maakte ook het nummer "High and Low" deel uit van de soundtrack van het voetbalspel FIFA 17.

## Discografie

### Albums
| Album met eventuele hitnotering(en) in de Nederlandse Album Top 100 | Datum van verschijnen | Datum van binnenkomst | Hoogste positie | Aantal weken | Opmerkingen |
| ------------------------------------------------------------------- | --------------------- | --------------------- | --------------- | ------------ | ----------- |
| Walking on a Dream                                                  | 20-02-2009            | 21-02-2009            | 70              | 3            |             |
| Ice on the Dune                                                     | 21-06-2013            | 29-06-2013            | 53              | 3            |             |
| Two Vines                                                           | 28-10-2016            | 5-11-2016             | 132             | 1            |             |
| Ask That God                                                        | 26-07-2024            | -                     | -               | -            |             |

| Album met hitnotering(en) in de Vlaamse Ultratop 200 albums | Datum van verschijnen | Datum van binnenkomst | Hoogste positie | Aantal weken | Opmerkingen |
| ----------------------------------------------------------- | --------------------- | --------------------- | --------------- | ------------ | ----------- |
| Walking on a Dream                                          | 20-02-2009            | 28-02-2009            | 27              | 29           |             |
| Ice on the Dune                                             | 21-06-2013            | 29-06-2013            | 40              | 5*           |             |
| Two Vines                                                   | 28-10-2016            | 5-11-2016             | 66              | 2            |             |
| Ask That God                                                | 26-07-2024            | 3-08-2024             | 113             | 1            |             |

### Singles
| Single met eventuele hitnotering(en) in de Nederlandse Top 40 | Datum van verschijnen | Datum van binnenkomst | Hoogste positie | Aantal weken | Opmerkingen                 |
| ------------------------------------------------------------- | --------------------- | --------------------- | --------------- | ------------ | --------------------------- |
| Walking on a dream                                            | 12-01-2009            | 21-02-2009            | 30              | 4            | Nr. 29 in de Single Top 100 |
| Alive                                                         | 2013                  | -                     | -               | -            | Nr. 94 in de Single Top 100 |
| Changes                                                       | 05-04-2024            | -                     | -               | -            |                             |

| Single met hitnotering(en) in de Vlaamse Ultratop 50 | Datum van verschijnen | Datum van binnenkomst | Hoogste positie | Aantal weken | Opmerkingen |
| ---------------------------------------------------- | --------------------- | --------------------- | --------------- | ------------ | ----------- |
| Walking on a Dream                                   | 2009                  | 28-02-2009            | 8               | 19           |             |
| We Are the People                                    | 2009                  | 13-06-2009            | 20              | 16           |             |
| Standing On the Shore                                | 2009                  | 17-10-2009            | tip13           | -            |             |
| Alive                                                | 2013                  | 20-04-2013            | tip13           | -            |             |

### NPO Radio 2 Top 2000
Van Empire of the Sun stond alleen Walking on a Dream in 2024 in de NPO Radio 2 Top 2000, op plek 1732.